# Кимско језеро
Кимско језеро (њем. Chiemsee) је језеро у јужној Њемачкој. Пошто је и највеће језеро у Баварској, назива се и „баварско море“. Треће је по величини у Њемачкој, али од свих има највећу запремину.
Као и многа друга предалпска језера, настало је на крају леденог доба, прије око 10.000 година отопљавањем једног глечера. Прводобно је језеро покривало површину од скоро 240 km² што је скоро троструко више него сада. Притоке језера, ријеке Тиролски Ахен и Пријен, наносе велике количине пијеска и земље, и тиме га полако затрпавају. У задњих 100 година, површина језера се смањила за око 200 хектара. Само језеро, мјесто Киминг као и цијело подручје Кимгау, носе име по грофу Киму.

## Околина језера
Највећа притока језера је Тиролски Ахен, док је највећа отока ријека Алц.
Околина језера и Кимгау је један од омиљених туристичких региона Баварске.
Језеро је познато и по својим острвима:
Женско острво (238 хектара): Острво са манастиром.
Мушко острво (15,5 хектара): Парк са старим дворцем (бивши манастир) и новим дворцем Херенкимзе Лудвига II којом је копиран Версајски дворац.
Биљно острво (3,5 хектара) је ненасељено.
Осим њих, постоје и три веома мала острва:
- Шалх (22 m2), западно од Женског острва
- два безимена, дрвећем покривена острвца, 50 односно 80 метара јужно од Биљног острва.

У близини се налазе брда Хохфелн, Хохгерн и Кампенванд.
Језеро је под заштитом интернационалне Рамсарске конвенције.
Сјеверно од језера је око 500. године п. н. е., наводно пала комета (познато под појмом Кимгау импакт).

## Изговор имена
Име језера се искључиво изговара са почетним словом К.

## Галерија слика
- Код Гштата
- Залеђено Кимско језеро
- Код Гштата
- Код Гштата
- Код Зебрука
- Код Зебрука
- Код Зебрука
- Код Зебрука
- Кимско језеро
- Кимско језеро